# Аитов, Аитзак
Аитзак Аитов (тат. Аитзәк Аитов; 1908—1941) — советский татарский поэт.

## Биография
Аитзак Аитов родился в декабре 1908 года в селе Алтата Дергачёвского района Саратовской области. Рано остался без отца, работал пастухом, батрачил. После Октябрьской революции одним из первых в селе вступил в Комсомол. С 1928 года на комсомольской работе. Окончил краткосрочные курсы в Москве, после чего вернулся в родное село, работал на разных должностях. В 1930-х годах был председателем сельского совета.
В период индустриализации работал шахтёром в Донбассе. В эти годы он занимался литературной деятельностью. Его стихи публиковались в газете «Пролетар», издаваемой для шахтёров-татар. В его произведениях затрагиваются темы патриотизма, защиты страны, коллективизации, комсомольской жизни.
После начала Великой Отечественной войны ушёл добровольцем на фронт. Погиб 28 октября 1941 года во время обороны города Демидов Смоленской области.
Многие стихи Аитова вошли в сборник «Алар сафта», изданный в 1961 году в Казани (переиздан в 1985 году).

## Память
Имя Аитзака Аитова высечено на памятной доске, установленной в здании Союза писателей Республики Татарстан.